# مضخة نفط

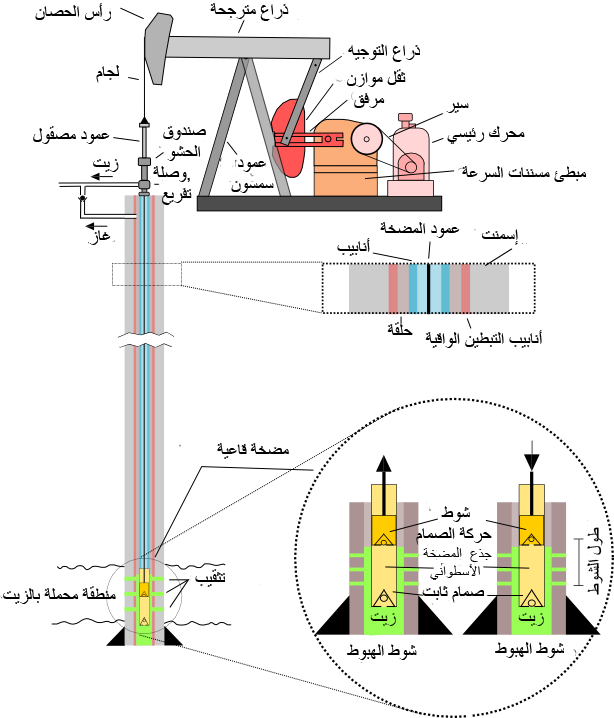
شرح بالإنجليزية عن عملية ضخ النفط

مضخة نفط (بالإنجليزية:pumpjack) أو مضخة جاك، مضخة نفط (وتسمى أيضا الحصان النفط ، المضخة حمار، يومئ برأسه حمار، وحدة ضخ، ضخ رأس الحصان، حصان خشبي هزاز، مضخة شعاع، ديناصور، مضخة جندب، بيج تكساس، الطيور عطشى، أو مضخة جاك) هو محرك الأقراص فوق الأرض لالترددية مكبس المضخة في آبار النفط .
فهو يستخدم لرفع ميكانيكيا السائل من البئر في حالة وجود لا يكفي ضغط قاع حفرة للسائل بالتدفق على طول الطريق إلى السطح. ويستخدم هذا الترتيب عادة للآبار البرية المنتجة للنفط قليلا. Pumpjacks أمر شائع في المناطق الغنية بالنفط .
اعتمادا على حجم المضخة، وتنتج عادة 5-40 لتر من السائل في كل ضربة. في كثير من الأحيان هذا هو مستحلب من النفط الخام والماء. يتم تحديد حجم مضخة أيضا من عمق ووزن الزيت لإزالة، مع استخراج أعمق تتطلب المزيد من القوة لتحريك زيادة وزن العمود التفريغ (رئيس التفريغ).
ومضخة نفط تحويل آلية دوارة المحرك لحركة ترددية عمودية لدفع رمح مضخة، وعرضت في الحركة الإيماء مميزة. على المدى الهندسية لهذا النوع من الآلية هو شعاع المشي . وغالبا ما تستخدم في ثابتة والمحرك البخاري البحرية التصاميم في القرنين ال18 وال19.
ملف: Pumpjack.webm
فيديو لمضخة نفط في مقاطعة هوكلي، تكساس
محتويات [ اخفاء ] 
1	فوق الأرض
2	أسفل حفرة
3	pumpjacks جيدا المياه
4	انظر أيضا
5	المراجع
6	وصلات خارجية
فوق سطح الأرض [ تحرير ]
ومضخة نفط في ولاية كاليفورنيا
والأكثر تطورا نهر حقل نفط كيرن، كاليفورنيا: مئات من pumpjacks مرئية في عرض بالحجم الكامل. وكان هذا النمط من التنمية المشتركة في ازدهار النفط في أوائل القرن ال20.
مضخة نفط العتيقة، ومتحف النفط الغربية كيرن، تافت، كاليفورنيا
في الأيام الأولى، ودفعتها pumpjacks بخطوط قضيب تشغيل أفقيا فوق سطح الأرض لعجلة غريب الأطوار في آلية تعرف باسم السلطة المركزية. [ 1 ] والسلطة المركزية، والتي قد تعمل أكثر من عشرة أو أكثر pumpjacks، وكان يعمل على البخار أو محرك الاحتراق الداخلي أو بواسطة محرك كهربائي. ومن بين الصعوبات مع هذا المخطط هو الحفاظ توازن النظام كما تغيرت الأحمال بشكل جيد الفردية.
تعمل بالطاقة pumpjacks الحديثة من قبل المحرك الرئيسي . هذا هو عادة محرك كهربائي، ولكن محركات الاحتراق الداخلي وتستخدم في أماكن معزولة دون الحصول على الكهرباء. المشتركة خارج الشبكة تشغيل محركات مضخة نفط على غلاف الغاز المنتج من البئر، ولكن تم تشغيل pumpjacks على العديد من أنواع الوقود، مثل البروبان ووقود الديزل. في المناخات القاسية، قد يكون مقر هذه المحركات والمحركات في كوخ للحماية من العناصر.
المحرك الرئيسي لمضخة نفط يدير مجموعة من البكرات لنقل مما يدفع زوج من السواعد، عموما مع ثقل عليها لمساعدة السيارات في رفع سلسلة كبيرة من قضبان. السواعد رفع وخفض واحدة من نهاية I-شعاع وهو حر في التحرك على الإطار و. على الطرف الآخر من الحزم هو صندوق معدني منحني يسمى رأس الحصان أو رأس حمار، وسميت بهذا الاسم نظرا لمظهره. كابل مصنوع من الصلب في بعض الأحيان، الألياف الزجاجية -called لجام، يربط رأس الحصان إلى قضيب مصقول، والمكبس الذي يمر من خلال مربع حشو .
قضيب مصقول لديه تناسب وثيق إلى مربع حشو، والسماح لها الدخول والخروج من الأنبوب دون هروب السوائل. (الأنبوب هو الأنابيب الذي يمتد إلى قاع البئر التي يتم من خلالها إنتاج السائل.) اللجام يتبع منحنى رأس الحصان كما أنه يقلل ويرفع إلى إنشاء السكتة الدماغية عمودية تقريبا. توصيل قضيب مصقول لسلسلة طويلة من قضبان دعا قضبان مصاصة، والتي تعمل من خلال أنابيب إلى مضخة أسفل حفرة المتمركزة عادة بالقرب من قاع البئر.
أسفل حفرة [ تحرير ]
في الجزء السفلي من الأنبوب هو مضخة أسفل الحفرة. هذه المضخة اثنين من صمامات الكرة : صمام ثابت في أسفل يسمى صمام دائمة، وصمام على مكبس توصيل الجزء السفلي من قضبان مصاصة أن يسافر صعودا وهبوطا كما بالمثل قضبان، والمعروفة باسم صمام السفر. السائل المكمن يدخل من تشكيل في الجزء السفلي من البئر من خلال الثقوب التي تحققت من خلال الغلاف والأسمنت (الغلاف هو أنبوب معدني الأكبر الذي يمتد على طول البئر، التي لديها الاسمنت وضعت بينه وبين الأرض، والأنابيب والمضخات، ومصاصة قضيب كلها داخل غلاف).
عندما قضبان في نهاية مضخة مسافرا حتى، يتم إغلاق صمام السفر وصمام يقف مفتوح (ويرجع ذلك إلى انخفاض الضغط في برميل مضخة). وبالتالي، فإن برميل مضخة يملأ مع السوائل من تشكيل مثل مكبس السفر يرفع محتويات السابقة للبرميل صعودا. عندما تبدأ قضبان دفع إلى أسفل، يفتح صمام السفر ويغلق صمام دائمة (بسبب زيادة الضغط في برميل مضخة). يسقط صمام السفر من خلال السوائل في برميل (الذي كان قد امتص في خلال upstroke). المكبس ثم تصل إلى نهاية السكتة الدماغية، ويبدأ مساره الصعودي مرة أخرى، وتكرار هذه العملية.
في كثير من الأحيان، يتم إنتاج الغاز خلال نفس الثقوب مثل النفط. هذا يمكن أن يكون مشكلة إذا يدخل الغاز المضخة، لأنه يمكن أن يؤدي إلى ما يعرف باسم قفل الغاز، حيث يبني ضغط كاف حتى في برميل مضخة لفتح الصمامات (بسبب ضغط الغاز) ويتم ضخ القليل أو لا شيء. لمنع هذا، مدخل لمضخة يمكن وضعها تحت الثقوب. كما يدخل السائل محملة الغاز في البئر من خلال الثقوب، الغاز فقاعات حتى الحلقة (المسافة بين الغلاف والأنابيب)، في حين ينتقل السائل وصولا إلى الوقوف مدخل صمام. مرة واحدة على السطح، ويتم جمع الغاز عبر الأنابيب المتصلة بالطوق.
pumpjacks بئر ماء [ تحرير ]
ويمكن أيضا أن تستخدم Pumpjacks لدفع ماذا الآن يعتبر ضخ ناحية آبار المياه القديمة. حجم التكنولوجيا أصغر من لآبار النفط، ويمكن أن يصلح عادة على أعلى من ضخ ناحية رأس البئر الحالية. تقنية بسيطة، وعادة ما تستخدم مواز بار مزدوجة كام رفع طردوا من منخفض جدا محرك كهربائي حصانا.
على الرغم من أن معدل التدفق لمضخة نفط ومياه الآبار وانخفاض مقارنة مع مضخة النفاثة وليس مضغوطا الماء رفعت، ومضخة نفط آبار المياه لديها خيار ضخ اليد في حالات الطوارئ، من كام مضخة نفط إلى أدنى موقفها الدورية اليد، وربط مقبض يدوي إلى الجزء العلوي من قضيب الآبار.

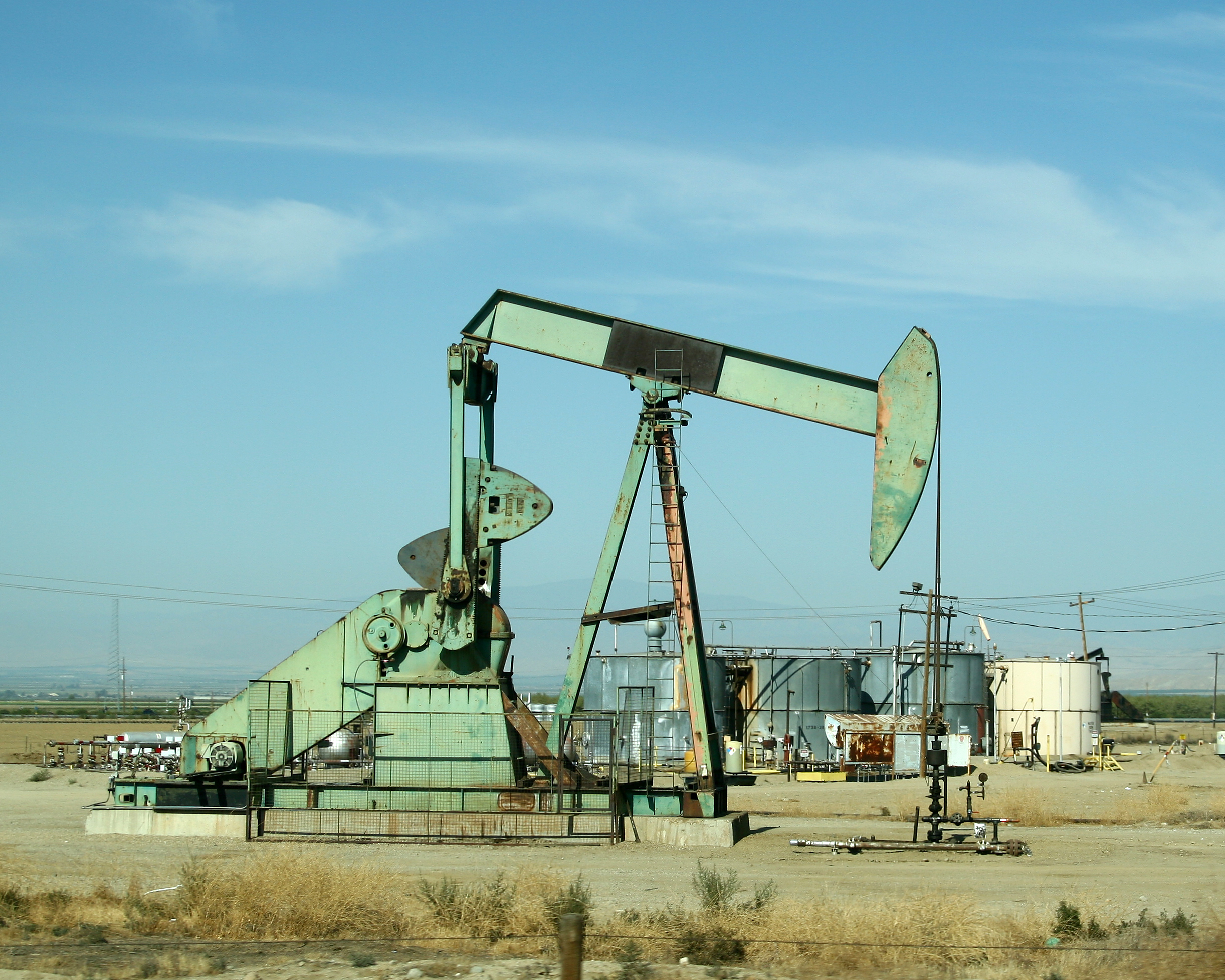
مضخة نفط في كاليفورنيا

## وصلات خارجية
- All Pumped Up : Evolution of Oilfield Technology, The American Oil & Gas Historical Society, Vol. 3, No. 3, September 2006